# Milkor MGL
M32 MGL o Milkor MGL è un lanciagranate a tamburo da 40 mm.
Può sparare granate di vario tipo: HE, HEDP, HEAT, Frag, flashbang, fumogeni, proiettili antisommossa e lacrimogeni. In genere monta un tamburo a 6 colpi, ma volendo se ne può installare uno da 10 colpi. Può montare anche mirini di vario tipo, come i red-dot, i mirini reflex, ACOG, MARS o termici. Ha una quadrupla slitta anteriore in grado di ospitare impugnature anteriori, mirini laser, torce e mirini di precisione. È un'arma potente, ma non è in grado di perforare frontalmente un carro armato, mentre si rivela micidiale contro fanteria e veicoli leggeri.

## L'MGL nella cultura di massa
- In ambito videoludico, l'MGL compare tra le armi del videogioco Killzone (Dove viene denominato M327 Granade Launcher)[1], in Medal of Honor Warfighter come ricompensa punti e nel gioco Combat Arms [2].
- Nel videogioco "Metal Gear Solid 4: Guns of the Patriots", uno dei membi dell'unità speciale B and B - tale Raging Raven - ha in dotazione una di queste armi per colpire dall'alto i suoi nemici.
- Compare anche in Call of Duty: Black Ops 2 in multigiocatore come serie d'uccisioni. Viene chiamata War Machine, o Macchina da Guerra.
- Compare anche in Battlefield 4, sia nel single player sia nel multiplayer come arma raccoglibile da terra.
- Compare anche in Uncharted 2, in diverse missioni nel single player.
- Compare anche nel gioco Dead Target denominato con la sigla MGL 140.
- Compare in Grand Theft Auto V con il nome di lanciagranate.